# Kobylnice (okres Svidník)
Kobylnice, do roku 1927 Kobulnica, jsou obec na Slovensku v okrese Svidník, na jižním okraji Nízkých Beskyd, přesněji v Ondavské vrchovině.

## Historie
Území obce bylo osídleno již v neolitu a v době bronzové. Jsou zde evidovány archeologické nálezy mohylových pohřebišť východoslovenské mohylové kultury. Kobylnice byla poprvé písemně zmíněna v roce 1363 jako Alsou Kabalapataka, další historická jména jsou Kwbwlnyche (1372) a Kubolnicha (1414). Zároveň zde ve středověku existovalo sídlo Vyšné Kobylnice, zmiňované v roce 1363 jako Felseu Kabalapataka.
V roce 1493 bylo zaznamenáno sedm port, v roce 1787 měla obec 40 domů a 273 obyvatel, v roce 1828 zde bylo 32 domů a 237 obyvatel, kteří byli zaměstnáni jako zemědělci a lesní dělníci.

## Církevní stavby
- řecko-katolický kostel sv. Michaela z roku 1788 v neoklasicistním stylu[3]
- moderní řeckokatolický kostel[4]

## Rodáci
- svatý Alexis z Wilkes-Barre